# EUFOR Althea
La Operación Althea, formalmente la Fuerza de la Unión Europea en Bosnia y Herzegovina (EUFOR), es un despliegue militar en Bosnia y Herzegovina para supervisar la implementación militar de los Acuerdos de Dayton. Es la sucesora de las fuerzas SFOR e IFOR de la OTAN. La transición de SFOR a EUFOR fue en gran medida un cambio de nombre y comandantes: el 80% de las tropas permanecieron en su lugar. Reemplazó a SFOR el 2 de diciembre de 2004.

## Aspectos generales
La implementación civil del Acuerdo de Dayton es supervisada por la Oficina del Alto Representante.
Desde del 10 de marzo de 2025, el comandante de EUFOR es el mayor general Florin-Marian Barbu de Rumanía. Para esta misión, el Estado Mayor de la Unión Europea está utilizando el Cuartel General Supremo de las Potencias Aliadas en Europa (SHAPE) de la OTAN como Cuartel General Operacional (OHQ) de la UE y está trabajando a través del adjunto del comandante supremo aliado en Europa, un oficial europeo.
EUFOR asumió todas las misiones de SFOR, excepto la búsqueda de individuos acusados por el tribunal de crímenes de guerra, especialmente Radovan Karadžić, exlíder de la Republika Srpska, y Ratko Mladić, su exlíder militar, que siguió siendo una misión de la OTAN a través del Cuartel General de la OTAN en Sarajevo. EUFOR sí tiene funciones policiales contra el crimen organizado, que se cree está vinculado a presuntos criminales de guerra. Trabajó con la Misión Policial de la Unión Europea en Bosnia y Herzegovina (EUPM) y con la Policía de Bosnia. El Representante Especial de la Unión Europea en Bosnia y Herzegovina proporciona orientación política sobre cuestiones militares con una dimensión política local a EUFOR.
Desde febrero de 2023, la fuerza total de EUFOR es de aproximadamente 1.000 tropas de 22 países, incluidos los Estados miembros de la UE y los países contribuyentes de tropas no pertenecientes a la UE (TCC) presentes en EUFOR (Albania, Austria, Bélgica, Bulgaria, Chile, República Checa, Francia, Alemania, Grecia, Hungría, Irlanda, Italia, Países Bajos, Polonia, Portugal, Macedonia del Norte, Rumanía, Eslovaquia, Eslovenia, España, Suiza y Turquía).
El 18 de diciembre de 2020, el Reino Unido marcó el fin de su contribución de 16 años a EUFOR, tras el Brexit.
A principios de 2021, las bases de personal de EUFOR incluían:
- El Batallón Multinacional es la unidad de maniobra militar de EUFOR para Bosnia y Herzegovina, ubicada en Camp Butmir, Sarajevo, y está compuesta por tropas de Austria, Bulgaria, Hungría, Rumania y Turquía.
- 19 Casas LOT ubicadas en toda Bosnia y Herzegovina para conectar a EUFOR con las comunidades y autoridades locales. Las casas están ubicadas en Cazin, Banja Luka (Rumanía) y Banja Luka (Chile), Brčko, Doboj, Tuzla, Zavidovići, Travnik, Bratunac, Zenica, Vlasenica, Sarajevo, Livno, Jablanica, Višegrad, Foča, Mostar, Čapljina y Trebinje.[8]

### Estados contribuyentes
Lista de países de EUFOR Althea:
| País                | UE | OTAN | Fuerzas |
| Albania             | No | Sí   | 30      |
| Austria             | Sí | No   | 221     |
| Bélgica             | Sí | Sí   | 1       |
| Bulgaria            | Sí | Sí   | 10      |
| Chile               | No | No   | 15      |
| República Checa     | Sí | Sí   | 150     |
| Francia             | Sí | Sí   | 250     |
| Alemania            | Sí | Sí   | 50      |
| Grecia              | Sí | Sí   | 2       |
| Hungría             | Sí | Sí   | 30      |
| Irlanda             | Sí | No   | 7       |
| Italia              | Sí | Sí   | 4       |
| Países Bajos        | Sí | Sí   | 160     |
| Macedonia del Norte | No | Sí   | 3       |
| Polonia             | Sí | Sí   | 39      |
| Portugal            | Sí | Sí   | 1       |
| Rumanía             | Sí | Sí   | 39      |
| Eslovaquia          | Sí | Sí   | 40      |
| Eslovenia           | Sí | Sí   | 9       |
| España              | Sí | Sí   | 4       |
| Suecia              | Sí | Sí   | 2       |
| Suiza               | No | No   | 26      |
| Turquía             | No | Sí   | 150     |
| 22                  | 16 | 17   | 1.066   |

| Retirados   |    |      |                 |
| País        | UE | OTAN | Año de retirada |
| Estonia     | Sí | Sí   | 2012            |
| Finlandia   | Sí | Sí   | 2018            |
| Luxemburgo  | Sí | Sí   | 2013            |
| Reino Unido | No | Sí   | 2020            |

## Comandantes
| N.º | Estado      | Rango          | Nombre                   | Período                                          |
| --- | ----------- | -------------- | ------------------------ | ------------------------------------------------ |
| 1   | Reino Unido | Mayor general  | David Leakey             | 2 de diciembre de 2004 – 6 de diciembre de 2005  |
| 2   | Italia      | Mayor general  | Gian Marco Chiarini      | 6 de diciembre de 2005 – 5 de diciembre de 2006  |
| 3   | Alemania    | Contralmirante | Hans-Jochen Witthauer    | 5 de diciembre de 2006 – 4 de diciembre de 2007  |
| 4   | España      | Mayor general  | Ignacio Martín Villalaín | 4 de diciembre de 2007 – 4 de diciembre de 2008  |
| 5   | Italia      | Mayor general  | Stefano Castagnotto      | 4 de diciembre de 2008 – 3 de diciembre de 2009  |
| 6   | Austria     | Mayor general  | Bernhard Bair            | 4 de diciembre de 2009 – 6 de diciembre de 2011  |
| 7   | Austria     | Mayor general  | Robert Brieger           | 6 de diciembre de 2011 – 3 de diciembre de 2012  |
| 8   | Austria     | Mayor general  | Dieter Heidecker         | 3 de diciembre de 2012 – 17 de diciembre de 2014 |
| 9   | Austria     | Mayor general  | Johann Luif              | 17 de diciembre de 2014 – 24 de marzo de 2016    |
| 10  | Austria     | Mayor general  | Friedrich Schrötter      | 24 de marzo de 2016 – 28 de marzo de 2017        |
| 11  | Austria     | Mayor general  | Anton Waldner            | 28 de marzo de 2017 – 28 de marzo de 2018        |
| 12  | Austria     | Mayor general  | Martin Dorfer            | 28 de marzo de 2018 – 26 de junio de 2019        |
| 13  | Austria     | Mayor general  | Reinhard Trischak        | 26 de junio de 2019 – 14 de enero de 2021        |
| 14  | Austria     | Mayor general  | Alexander Platzer        | 14 de enero de 2021 – 20 de enero de 2022        |
| 15  | Austria     | Mayor general  | Anton Wessely            | 20 de enero de 2022 – 18 de enero de 2023        |
| 16  | Austria     | Mayor general  | Helmut Habermayer        | 18 de enero de 2023-22 de enero de 2024          |
| 17  | Hungría     | Mayor general  | László Sticz             | 22 de enero de 2024-21 de enero de 2025          |
| 18  | Rumanía     | Mayor general  | Florin-Marian Barbu      | 21 de enero de 2025-presente                     |

### Más lecturas
- EU military operation in Bosnia and Herzegovina (Operation EUFOR ALTHEA)
- Tolksdorf, Dominik (29 de septiembre de 2011). «Stuck between State- and Member State-Building Processes: The Difficulties of the European Union in Supporting the Europeanization of Bosnia-Herzegovina». Center for EU Enlargement Studies 2011: 1-40. Consultado el 13 de marzo de 2025.